# George W. Crawford
George Walker Crawford, född 22 december 1798 i Columbia County i Georgia, död 27 juli 1872 i Richmond County i Georgia, var en amerikansk politiker (whig). Han var ledamot av USA:s representanthus från januari till mars 1843, Georgias guvernör 1843–1847 och USA:s krigsminister 1849–1850.
Crawford utexaminerades 1820 från College of New Jersey, studerade sedan juridik och inledde 1822 sin karriär som advokat i Augusta i Georgia. Han tjänstgjorde som Georgias justitieminister 1827–1831 och var ledamot av Georgias representanthus 1837–1842. Efter Richard W. Habershams död fyllnadsvaldes Crawford 1843 till USA:s representanthus där han satt endast till mandatperiodens slut, knappa två månader. Crawford efterträdde senare samma år Charles James McDonald som Georgias guvernör och efterträddes 1847 av George W. Towns. President Zachary Taylor utnämnde 1849 Crawford till krigsminister och han avgick 1850 efter Taylors död.
Crawford avled 1872 och gravsattes på Summerville Cemetery i Augusta i Georgia.